# Provincia Gaziantep
Provincia Gaziantep este o provincie a Turciei cu o suprafață de 6,000 km², localizată în partea de sud a țării.